# José Corcuera
José Corcuera Valdiviezo (Callao, 6 de agosto de 1981) es un exfutbolista peruano. Jugaba de centrocampista y su último equipo fue Deportivo Coopsol de la Segunda División del Perú.
Asimismo, se desempeña como director técnico del equipo de fútbol de padres de familia del colegio Santa Ana,el mismo que compite en los torneos de ADECORE.

## Clubes
| Club              | País      | Año       |
| ----------------- | --------- | --------- |
| Lanús (Reserva)   | Argentina | 1999      |
| Juan Aurich       | Perú      | 2000      |
| Sport Boys        | Perú      | 2001-2005 |
| Coronel Bolognesi | Perú      | 2006      |
| Sport Boys        | Perú      | 2007      |
| Cienciano         | Perú      | 2008-2009 |
| Total Chalaco     | Perú      | 2010      |
| Ayacucho F.C.     | Perú      | 2011-2013 |
| Unión Comercio    | Perú      | 2013-2016 |
| Alianza Atlético  | Perú      | 2017      |
| Deportivo Coopsol | Perú      | 2018      |